# دانيال ناش
دانيال نـاش (بالإنجليزية: Daniel Nash)‏ هو كاهن أنجليكاني أمريكي، ولد في 1763، وتوفي في 4 يونيو 1837.
1. 1 2 3  Annals of the American Pulpit: Commemorative Notices of Distinguished American Clergymen of Various Denominations (بالإنجليزية), OCLC:839292, QID:Q109933856